# Billaea gigantea
Billaea gigantea är en tvåvingeart som först beskrevs av Christian Rudolph Wilhelm Wiedemann 1824.  Billaea gigantea ingår i släktet Billaea och familjen parasitflugor. Inga underarter finns listade i Catalogue of Life.